# Fernand Hartzer
Fernand Hartzer, né le 24 novembre 1858 à Ensisheim (France) et décédé le 28 novembre 1932 à Issoudun (France) est un prêtre du Sacré-Coeur français et missionnaire catholique.

## Biographie
Missionnaire du Sacré-Cœur d'Issoudun, ordonné prêtre en 1881, il débarque à l'île Thursday en Nouvelle-Guinée le 24 octobre 1884 avec Mgr André Navarre et le frère Giuseppe de Santis et en est nommé curé, Henri Verjus le nomme à la tête de la mission de Mohu le 28 janvier 1889.
Il laisse en 1900 Les îles blanches des mers du sud: histoire du vicariat apostolique des archipels Gilbert et Ellice  publié chez Charles Amat, témoignage de ses aventures en Nouvelle-Guinée.

## Publications
- Cinq ans parmi les sauvages de la Nouvelle-Bretagne et de la Nouvelle-Guinée, 1888
- Les îles blanches des mers du sud; histoire du vicariat apostolique des archipels Gilbert et Ellice, 1900
- La Révérende Mère Marie-Louise Hartzer, fondatrice des Filles de Notre-Dame du Sacré-Cœur et les missions d'Océanie, 1913